# HD ready

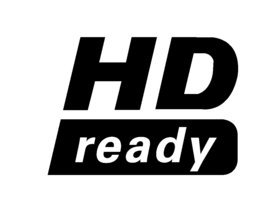
Il logo "HD ready"

Con il termine HD ready si indicano televisori che rispettano i requisiti, fissati a gennaio 2005, dall'EICTA (European Information, Communications and Consumer Electronics Technology Industry Associations) per visualizzare il segnale ad alta definizione (HD). Il logo HD ready tuttavia non garantisce che si possano ricevere direttamente via antenna segnali TV ad alta definizione, bensì solo attraverso entrate dirette quali HDMI o Component. 
Tuttavia, oggi il formato HD Ready è diventato obsoleto e raramente utilizzato, sostituito da tecnologie di risoluzione superiore.

## Fraintendimenti
Il logo HD ready specifica una serie di requisiti tecnici e non certifica la presenza di dispositivi di elevata qualità, le stesse specifiche sono molto flessibili e nel caso delle specifiche base forniscono una qualità dell'immagine superiore a quelle dello standard PAL.
Un televisore HD ready non è necessariamente un televisore al plasma o a cristalli liquidi: un televisore HD ready può utilizzare il tradizionale tubo catodico, anche se i televisori a tubo catodico ad alta definizione sono veramente poco utilizzati (ad esempio in alcune sale di montaggio video). Non è necessariamente un televisore di grandi dimensioni: nelle specifiche non viene indicata una dimensione minima, un televisore HD ready può essere anche un piccolo televisore portatile. Un sistema HD ready non deve neanche essere un televisore con altissima definizione. Per poter utilizzare il logo HD ready è sufficiente che il televisore abbia una risoluzione verticale di almeno 720 linee orizzontali con scansione progressiva; questa risoluzione è di poco più elevata di quella standard PAL, che prevede 576 linee orizzontali. È quindi una risoluzione inferiore a molti dei monitor per personal computer normalmente in uso da anni.
Oltre alla risoluzione minima di 720 linee orizzontali, un televisore per potersi fregiare del logo HD ready deve avere un rapporto di 16:9 tra larghezza e altezza (widescreen), poter ricevere in ingresso segnali digitali con risoluzione 1280×720 a 50 o 60 Hz progressive scan (720p) e 1920×1080 a 50 o 60 Hz interlacciati (1080i), in opzione il sistema può supportare il progressive scan (1080p). La differenza tra un segnale interlacciato  "i" e un segnale progressivo "p" è che il segnale interlacciato aggiorna ad ogni refresh dello schermo solo la metà delle linee mentre un segnale progressivo aggiorna ad ogni refresh tutte le linee quindi richiede il doppio dei dati di un segnale interlacciato a parità di refresh, ma fornisce una qualità visiva superiore. È da notare che se il segnale in ingresso non corrisponde alla effettiva risoluzione dello schermo, (come quelli PAL tradizionali), questo viene adeguato alla diversa risoluzione, attraverso un'operazione di ridimensionamento, detta interpolazione. Un televisore per esempio può ricevere in ingresso un segnale di tipo 1080i e poi ridurne la definizione per adattarla a uno schermo progettato per segnali 720p. Quindi l'effettiva qualità visiva del televisore non dipende solamente dal marchio HD ready ma dalle specifiche tecniche del pannello che indicano la risoluzione supportata nativamente dallo schermo.
Un televisore HD ready dovrebbe avere gli ingressi YPbPr analogico e HDMI digitale, ma sono molti i modelli in commercio con il logo HD ready senza l'ingresso analogico YPbPr, che potrebbe consentire di far transitare i segnali HD senza la protezione Digital rights management (DRM).

Confronto tra le varie risoluzioni, la risoluzione XGA viene considerata la risoluzione minima in ambito informatico

## HD-ready e DRM
Lo standard HD ready è orientato alla promozione di un sistema di diffusione di contenuti protetti in cui i produttori e distributori attraverso tecnologie DRM possano controllare le modalità con cui gli utenti usufruiscono dei contenuti stessi, evitando quindi che gli utenti possano liberamente memorizzare, copiare o trasferire tali contenuti. Questo avviene per mezzo dell'interfaccia HDMI: contrariamente alle prese SCART che si occupano in modo passivo del passaggio del segnale, i segnali attraverso l'interfaccia HDMI vengono criptati, ogni periferica ha un suo set unico di chiavi, queste chiavi sono confidenziali e una loro diffusione corrisponde ad una violazione della licenza che potrebbe portarne alla disabilitazione.

## Situazione Attuale
Nonostante la nascita dei televisori Full HD, continua la proposta della tecnologia HD Ready nei televisori di fascia economica di dimensioni inferiori a 32 pollici. Negli anni, il mercato si è orientato a dimensioni superiori a 40 pollici con risoluzioni più elevate, come 4K (3840x2160 pixel) e 8K (7680x4320 pixel), ma prosegue la vendita di televisori HD Ready.
Nel dicembre 2022 è avvenuto lo switch off definitivo dei canali codificati in Mpeg-2, per fare spazio ai canali in alta definizione(HD) e al nuovo standard DVB-T2. Di conseguenza i programmi sono trasmessi esclusivamente in HD.
Questo cambiamento potrebbe causare problemi di ricezione per chi possiede un dispositivo HD Ready, se non compatibile con l'alta definizione o non aggiornato con un decoder adeguato. È quindi fondamentale verificare se il proprio televisore o decoder supporta il nuovo segnale HEVC Main10, necessario per ricevere i canali HD.